# Nobuea kurodai
Nobuea kurodai é uma espécie de gastrópode da família Cyclophoridae.
É endémica de Japão.